# Pirner & Franz

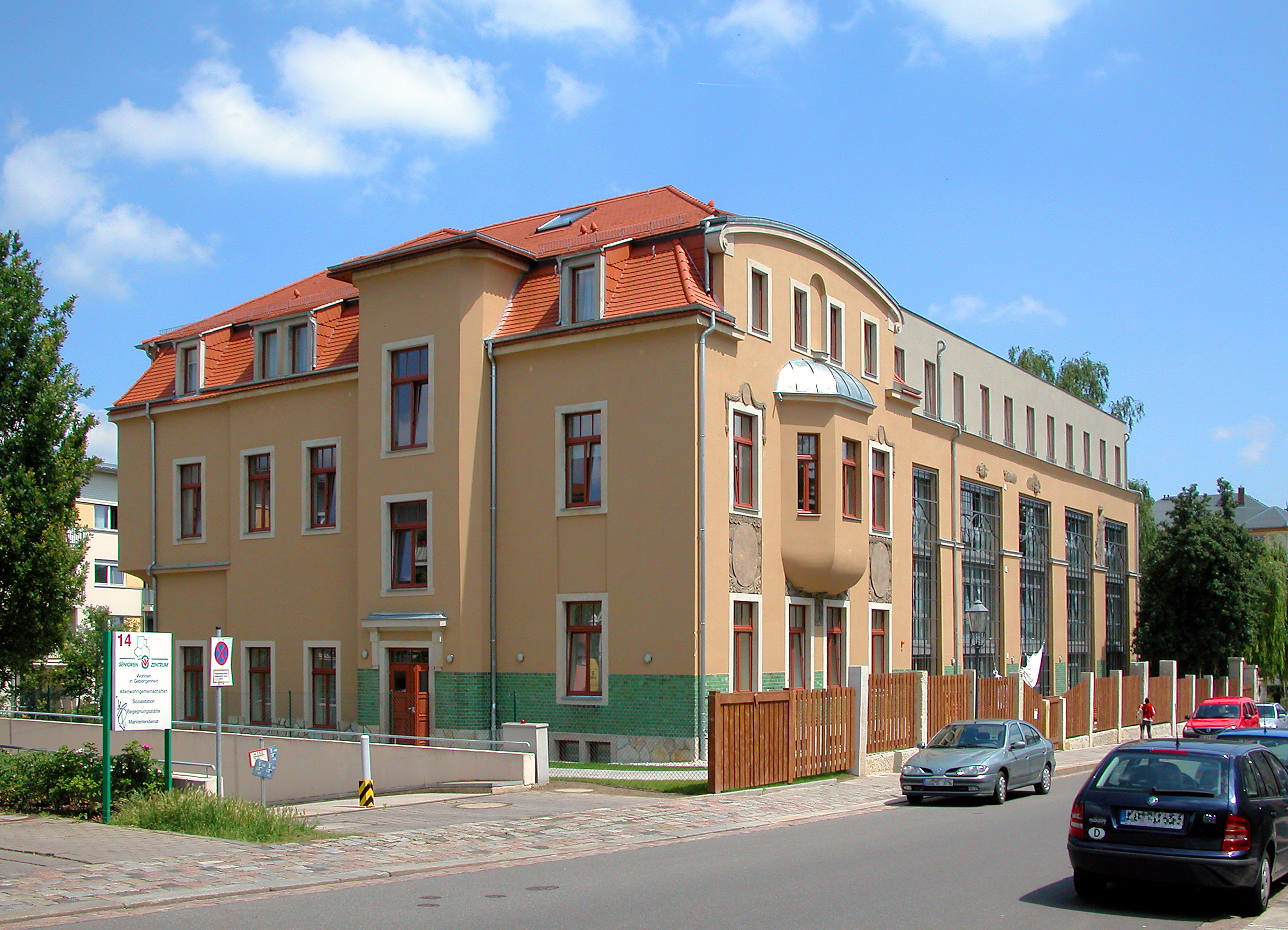
Seniorenresidenz in der sanierten ehem. Kunstgießerei Pirner & Franz, Zustand 2009

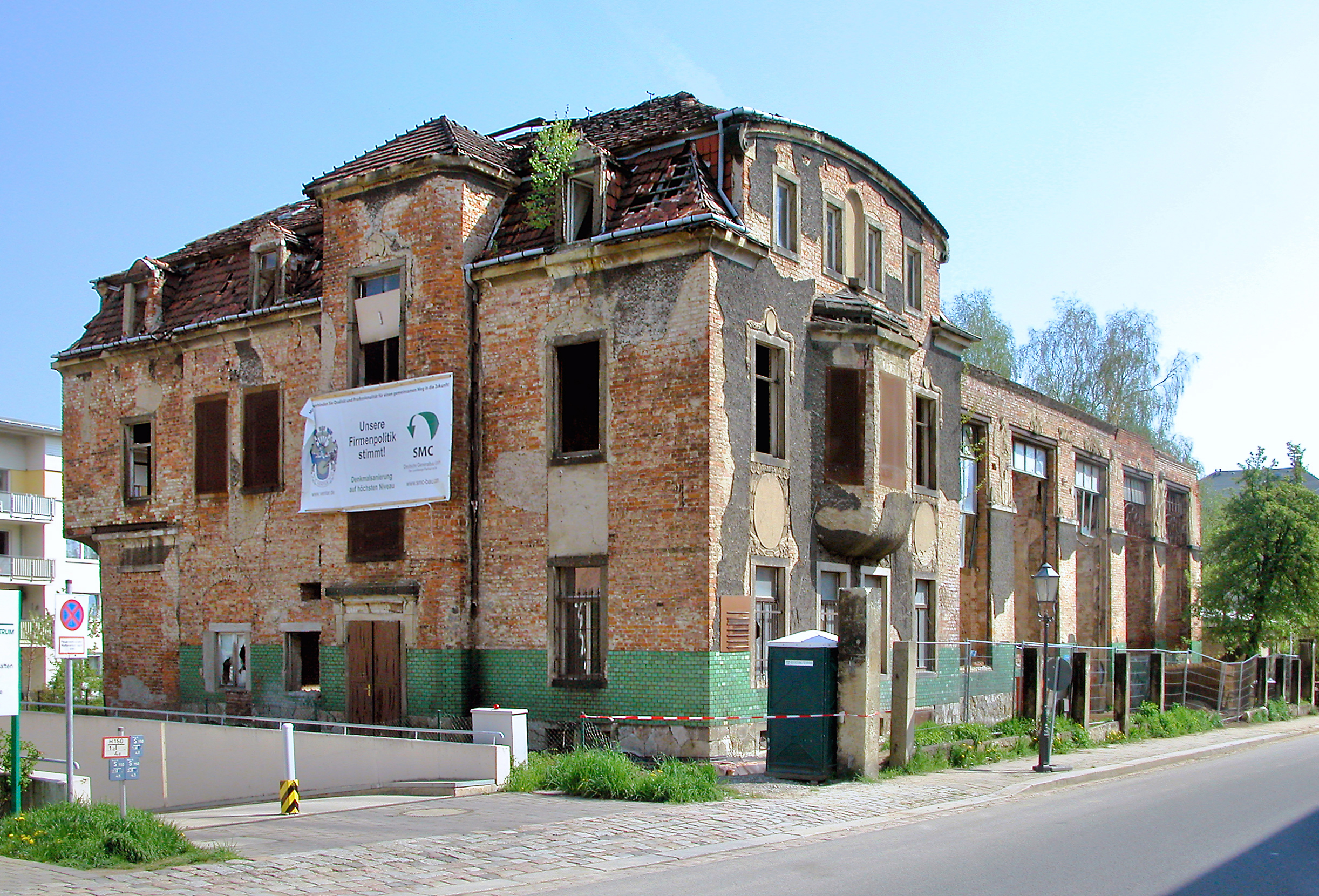
Kunstgießerei Pirner & Franz, Zustand 2008

Pirner & Franz war eine 1881 in Dresden gegründete Kunst- und Erzgießerei sowie Königlich Sächsische Hoflieferantin für Skulpturen und Geräte aus Bronze.

## Geschichte

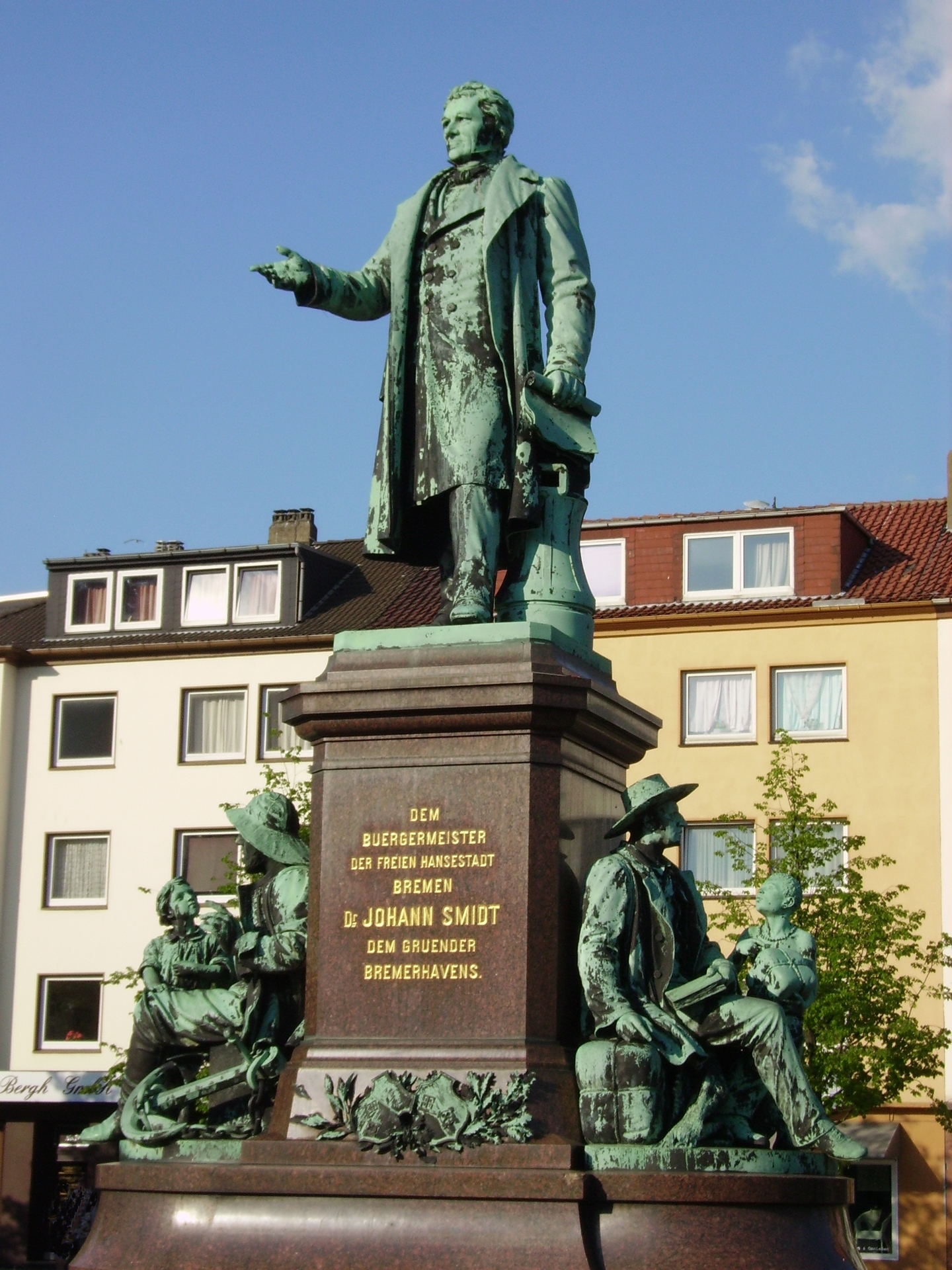
Denkmal von Johann Smidt in Bremerhaven

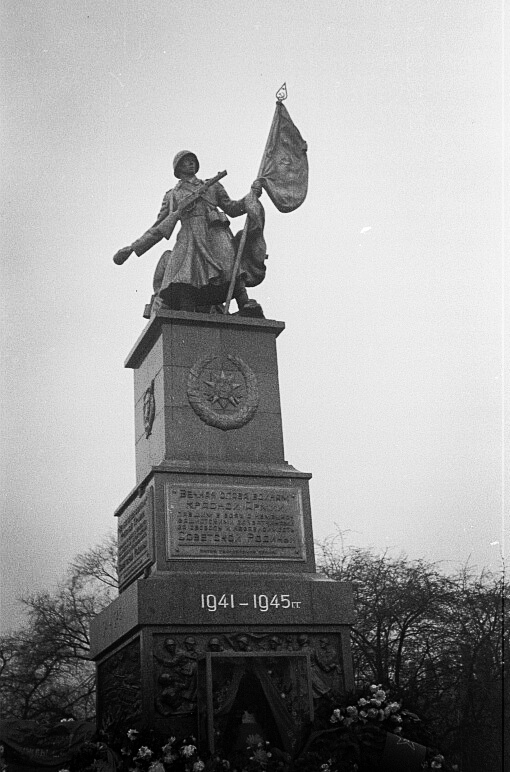
Das von Pirner & Franz unmittelbar nach dem Krieg hergestellte Sowjetische Ehrenmal in Dresden, 1947 aufgenommen von Abraham Pisarek

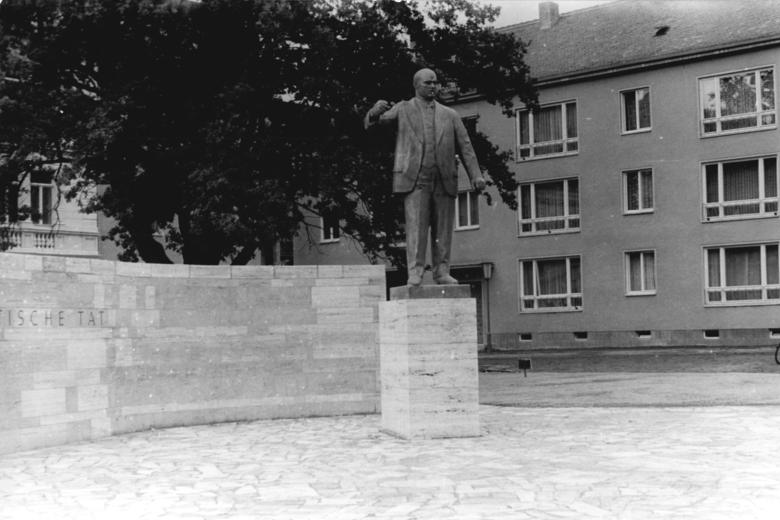
Das 1958 eingeweihte Ernst-Thälmann-Denkmal in Weimar stammt aus der Erzgießerei Pirner & Franz

Das Unternehmen wurde im Jahr 1881 gegründet und hatte seinen Sitz zeitweilig im – heutigen – Dresdener Stadtteil Löbtau.
Nachdem das Unternehmen unter ihrem Inhaber J. E. Franz mit Exponaten im Jahr 1914 an der Ausstellung des Deutschen Werkbundes in Köln teilgenommen hatte, wurde die in wirtschaftlichen Schwierigkeiten steckende Kunstgießerei 1918 von dem seit 1911 in der Dresdner Neustadt produzierenden Kunstgießer Oswald Haberland übernommen. Unter Haberland wandte sich das in einer Absatzkrise seiner bis dahin hauptsächlich vertriebenen Großplastiken leidenden Gießerei auch der Kleinplastik zu, wodurch der Absatzmarkt des Unternehmens bis nach Nord- und Südamerika erweitert wurde.
In den frühen Jahren der Weimarer Republik beschäftigte Haberland bis zu 45 Arbeiter in seinem Unternehmen, löste die Dresdner Firma im Zuge der Weltwirtschaftskrise der Jahre 1928 bis 1930 jedoch auf und siedelte zunächst in den Freihafen von Hamburg über.
Dennoch produzierte Pirner & Franz weiterhin in der sächsischen Hauptstadt. Im Oktober 1931 wird Gertrud März, geb. Franz, als Inhaberin der Gießerei genannt. Da durch die Luftangriffe auf Dresden während des Zweiten Weltkrieges der Betrieb in Teilen ein Opfer der Fliegerbomben wurde, die sowjetischen Militärbefehlshaber jedoch nach „ihrem Siegerdenkmal“ verlangten, veranlassten diese hierfür per Dekret zunächst die Reparatur des Hallendaches, damit die Firma Pirner & Franz dann das später vor dem Militärhistorischen Museum aufgestellte Denkmal herstellen konnte.
Zur Zeit der Deutschen Demokratischen Republik wurde Pirner & Franz zunächst verstaatlicht und 1972 schließlich zwangsenteignet. Der Betrieb wurde mit den ehemals auf Grauguss spezialisierten Firmen Richter & Weise Maschinenfabrik Radeberg, den Aluminiumgießereien Schinder & Meisel und Frost aus Dresden sowie mit der in Dresden auf die Modellierung und Guss von Hutformen ausgerichtete Dresdner Hutfabrik, unter Einsparung von Personal zu VEB Formguß Radeberg zusammengelegt. Dieser Betrieb gehörte bis 1990 zum Kombinat Mewa.
Nach der friedlichen Revolution im Herbst 1989 entwickelte sich daraus die 1990 neu gegründeten Formguß Dresden GmbH,  die sich heute auf Aluminium-, Sand- und Kokillenguss für den Industriebereich spezialisiert hat.

## Bekannte Werke (Auswahl)
- 1888: Bürgermeister-Smidt-Denkmal, von Werner Stein, Bremerhaven
- 1893: Saxoniabrunnen, Chemnitz (Original 1941 eingeschmolzen)[6]
- 1896/97: Karl-Heine-Denkmal, Leipzig (Original 1943 eingeschmolzen und 2001 durch Nachbildung ersetzt.)[7]
- 1897: Bronze-Brustbild Bismarcks (nach Entwurf des Dresdner Bildhauers Hölbe) am Bismarck-Denkmal in Zschopau, 1914 einer Metallabgabe zum Opfer gefallen
- 1901: Robert-Schumann-Denkmal, Zwickau[6]
- 1901: Guido-Hammer-Denkmal in der Dresdner Heide mit einem von Robert Ockelmann geschaffenes Bronzerelief. Gegossen wurde dieses Medaillonbidnis in der Erzgießerei Pirner & Franz.[8]
- 1908: Vier Tageszeiten an der Brühlschen Terrasse in Dresden
- 1922: Überlebensgroße Bronzegruppe zweier Kriegergestalten als Teil des Denkmals für die Gefallenen der 46. Landwehrbrigade Graf Pfeil, Garnisonsfriedhof Dresden, Bildhauer: Arthur Lange[9]
- ca. 1929: Der Schwimmer, Bronzeplastik von Erich Haberland (1903–1964), die um 1950 am Strandbad am Hannoveraner Maschsee aufgestellt wurde
- 1945: Sowjetisches Ehrenmal in Dresden[5]
- 1956: Brunnenfigur „Hirtenmädchen Barbara“ im Denkmalsbrunnen Bad Liebenwerda von Dorothea von Philipsborn (1894–1971)
- um 1958: Ernst-Thälmann-Denkmal in Weimar[10]

## Archivalien
Archivalien von und über die Kunstgießerei Pirner & Franz finden sich beispielsweise
- als maschinengeschriebenen Brief (eine Seite) aus Leipzig vom 22. August 1960 von Magdalena George (1924–1986) an die Dresdner Erzgießerei im Nachlass der Verfasserin; Sächsische Landesbibliothek – Staats- und Universitätsbibliothek Dresden, Signatur Mscr.Dresd.App.2523,87[11]